# Dorota Pyć
Dorota Katarzyna Pyć (ur. 29 marca 1971 w Gdyni) – polska prawniczka, nauczycielka akademicka, doktor habilitowany nauk prawnych, w latach 2013–2015 podsekretarz stanu ds. gospodarki morskiej i żeglugi śródlądowej w resortach związanych z infrastrukturą, w 2020 prorektor Uniwersytetu Gdańskiego.

## Życiorys
W 1995 ukończyła studia prawnicze na Wydziale Prawa i Administracji Uniwersytetu Gdańskiego. Na tej samej uczelni w 2000 uzyskała stopień naukowy doktora (na podstawie pracy Wpływ zasady zrównoważonego rozwoju na ochronę środowiska i zasobów naturalnych w obszarze Morza Bałtyckiego), habilitowała się również na UG w 2012 w oparciu o rozprawę zatytułowaną Prawo Oceanu Światowego. Res usus publicum. Zawodowo związana z Uniwersytetem Gdańskim, od 2000 jako adiunkt, od 2013 jako profesor nadzwyczajny w Katedrze Prawa Międzynarodowego Publicznego, a od 2014 jako kierownik Katedry Prawa Morskiego. Wykładała także w Wyższej Szkole Administracji i Biznesu w Gdyni oraz w Akademii Morskiej w Gdyni. Specjalizuje się w prawie ochrony środowiska, prawie morza i prawie międzynarodowym publicznym. Powołana w skład Komisji Kodyfikacyjnej Prawa Morskiego oraz na wiceprzewodniczącą Komisji Prawa Morskiego PAN.
4 września 2013 została wiceministrem w randze podsekretarza stanu w Ministerstwie Transportu, Budownictwa i Gospodarki Morskiej. 28 listopada 2013 objęła tożsame stanowisko w Ministerstwie Infrastruktury i Rozwoju. W wyborach parlamentarnych w 2015 z listy Platformy Obywatelskiej bez powodzenia kandydowała do Sejmu. W listopadzie 2015 zakończyła pełnienie funkcji wiceministra.
Od 2019 do 2020 była członkinią Rady Uniwersytetu Gdańskiego. W 2020 pełniła funkcję prorektora UG. W październiku 2022 została kierownikiem nowo powołanego w ramach UG Centrum Badań nad Gospodarką Morską. W marcu 2024 została wybrana na stanowisko prezesa operatora portu morskiego Gdańsk.